# آنتالپی انحلال
آنتالپی انحلال (به انگلیسی: Enthalpy of solution) مطابق تعاریف علم شیمی عبارت است از تغییر آنتالپی در فرایندی که در آن یک ماده حل شونده در یک حلال حل شود. این کمیت برای هر ماده حل شونده و هر ماده حلال در غلظت بی‌نهایت کم، عددی ثابت است. این کمیت با واحد کیلوژول گزارش می‌شود.